# Piloña
Piloña é um concelho (município) da Espanha na província e Principado das Astúrias. Tem 283,89 km² de área e em 2019 tinha 6 973 habitantes (densidade: 24,6 hab./km²).

## Demografia
| Variação demográfica do município entre 1991 e 2004 | Variação demográfica do município entre 1991 e 2004 | Variação demográfica do município entre 1991 e 2004 | Variação demográfica do município entre 1991 e 2004 |
| --------------------------------------------------- | --------------------------------------------------- | --------------------------------------------------- | --------------------------------------------------- |
| 1991                                                | 1996                                                | 2001                                                | 2004                                                |
| 9672                                                | 9215                                                | 8608                                                | 8475                                                |